# Telmatobius verrucosus
Telmatobius verrucosus é uma espécie de anfíbio gimnofiono da família Telmatobiidae. Está presente na Bolívia. A UICN classificou-a como vulnerável.